# Alberto Durero
Alberto Durero (en alemán, Albrecht Dürer; Núremberg, 21 de mayo de 1471-ib., 6 de abril de 1528) fue uno de los artistas más famosos del Renacimiento alemán, conocido en todo el mundo por sus pinturas, dibujos, grabados y escritos teóricos sobre arte. 
Famoso en media Europa antes de cumplir los treinta años gracias al éxito de su serie de xilografías del Apocalipsis (1498), ejerció una influencia determinante en los artistas del siglo xvi, tanto alemanes como de los Países Bajos (especialmente en Lucas van Leyden). Llegó a ser admirado por maestros italianos como Rafael Sanzio y Tiziano; consta además que sostuvo contactos con otros genios como Leonardo da Vinci y Giovanni Bellini. Sus grabados alcanzaron gran difusión e inspiraron a múltiples creadores posteriores, incluyendo la pintura barroca de España, la corriente nazarena del siglo xix y los expresionistas alemanes de principios del xx.

## Vida y obra

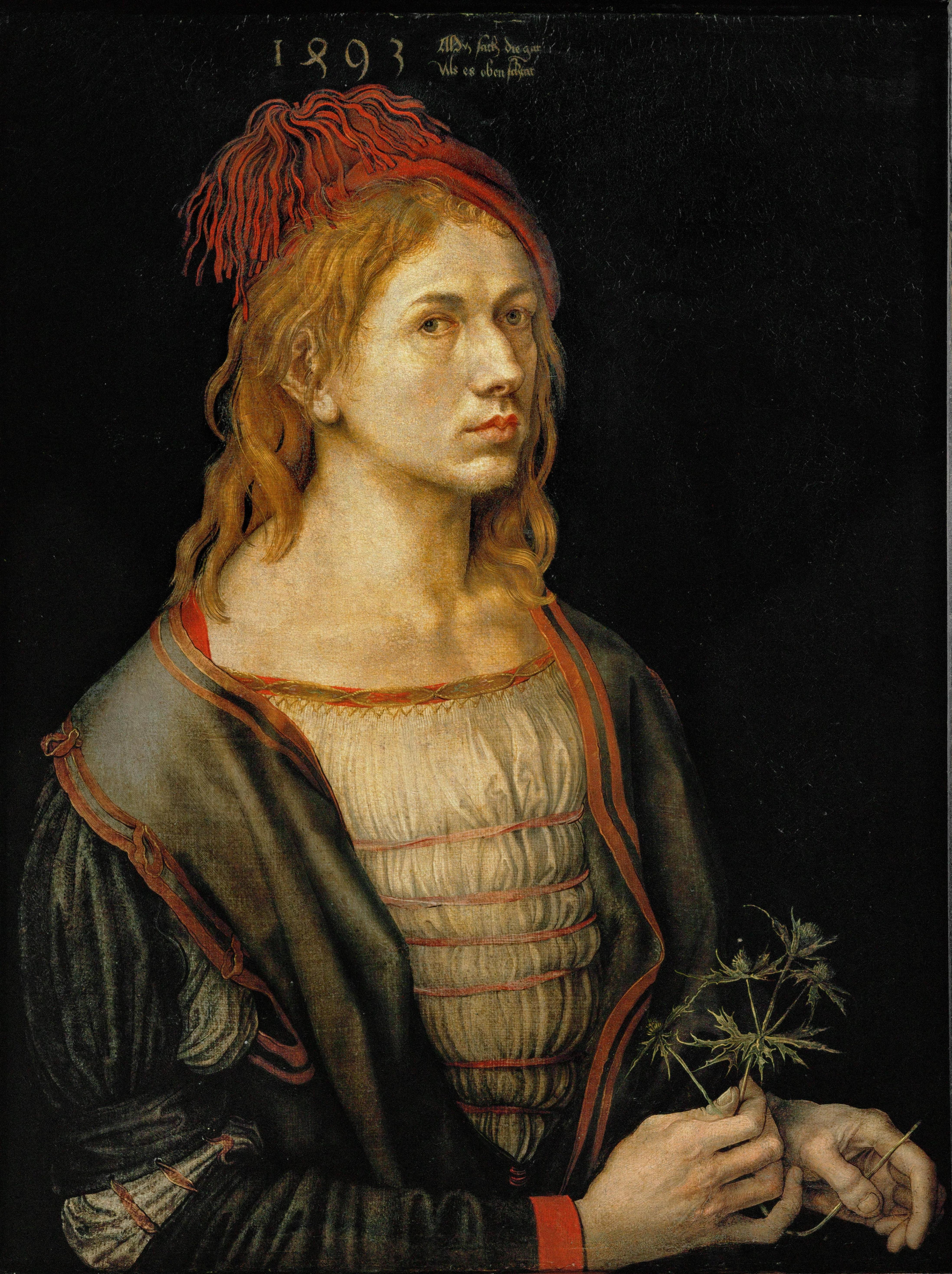
Autorretrato (1493) de Alberto Durero, pintado originalmente en óleo sobre vitela. Louvre, París.

Nació el 21 de mayo de 1471 en Núremberg, ciudad a la que estuvo íntimamente unido. Su padre, Alberto Durero el Viejo (1427-1502), era un orfebre húngaro natural de Ajtós, pueblo próximo a la ciudad de Gyula, que emigró a tierras alemanas y fue el primer maestro de su hijo. Originalmente se llamaba Albert Ajtósi; cuando llegó a Alemania tradujo su apellido a «Türer» y luego a «Dürer», según el dialecto local. El apellido significa 'fabricante de puertas', y de hecho, Durero ostentaría una puerta como motivo de su blasón. 
La madre de Durero, Bárbara Holper, era hija de Hieronymus Holper, a cuyo servicio Alberto Durero el Viejo había sido aprendiz de orfebre.
De su primera formación, el joven Durero heredó el legado del arte alemán del siglo xv, en el que estaba muy presente la pintura flamenca del gótico tardío. Los artistas alemanes no tenían dificultad en adaptar su propia tradición gótica a la de artistas flamencos, como Robert Campin, Jan van Eyck y, sobre todo, Rogier van der Weyden.
El concepto empírico del mundo de la gente del norte (fundamentado más en la observación que en la teoría) era el nexo común. Durante el siglo xvi, el fortalecimiento de lazos con Italia a través del comercio y la difusión de las ideas de los humanistas italianos por el norte de Europa infundieron nuevas ideas artísticas al mundo del arte alemán, de tradición más conservadora.
Para los artistas alemanes resultaba difícil conciliar su imaginería medieval —representada con ricas texturas, colores brillantes y figuras con gran lujo de detalle— con el énfasis que los artistas italianos ponían en la Antigüedad clásica, los temas mitológicos y las figuras idealizadas. La tarea que Durero se planteó fue la de proveer a sus compatriotas un modelo con el que pudieran combinar el interés empírico por los detalles naturalistas con los aspectos más teóricos del arte italiano. 
En su abundante correspondencia -especialmente en las cartas al humanista Willibald Pirckheimer, amigo suyo toda la vida- y en diversas publicaciones, Durero hacía hincapié en que la geometría y las medidas eran la clave para el entendimiento del arte renacentista italiano y, a través de él, del arte clásico. 
En la lista de amigos de Durero estaba el austriaco Johann Stabius, autor que le proporcionó los conocimientos y detalles sobre la construcción de relojes solares. Entre las notas que dejó en su diario, cabe mencionar una descripción de una pesadilla que tuvo una noche de Pentecostés en 1525, donde veía caer trombas de agua del cielo. La escritora francesa Marguerite Yourcenar hizo un interesante análisis en su libro El tiempo, gran escultor.
Desde aproximadamente 1507 hasta su muerte tomó notas y realizó dibujos para su tratado más conocido, Vier Bücher von menschlicher Proportion (Cuatro libros sobre las proporciones humanas, publicado póstumamente en 1528). Sin embargo, otros artistas contemporáneos suyos, con una orientación de tipo más visual que literaria, pusieron mayor atención en sus grabados, tanto en planchas de cobre como xilografías, que en sus escritos dirigidos a orientarlos en la modernización de su arte con desnudos de corte clásico y temas idealizados, propios del Renacimiento italiano.

### Aprendizaje y primer viaje

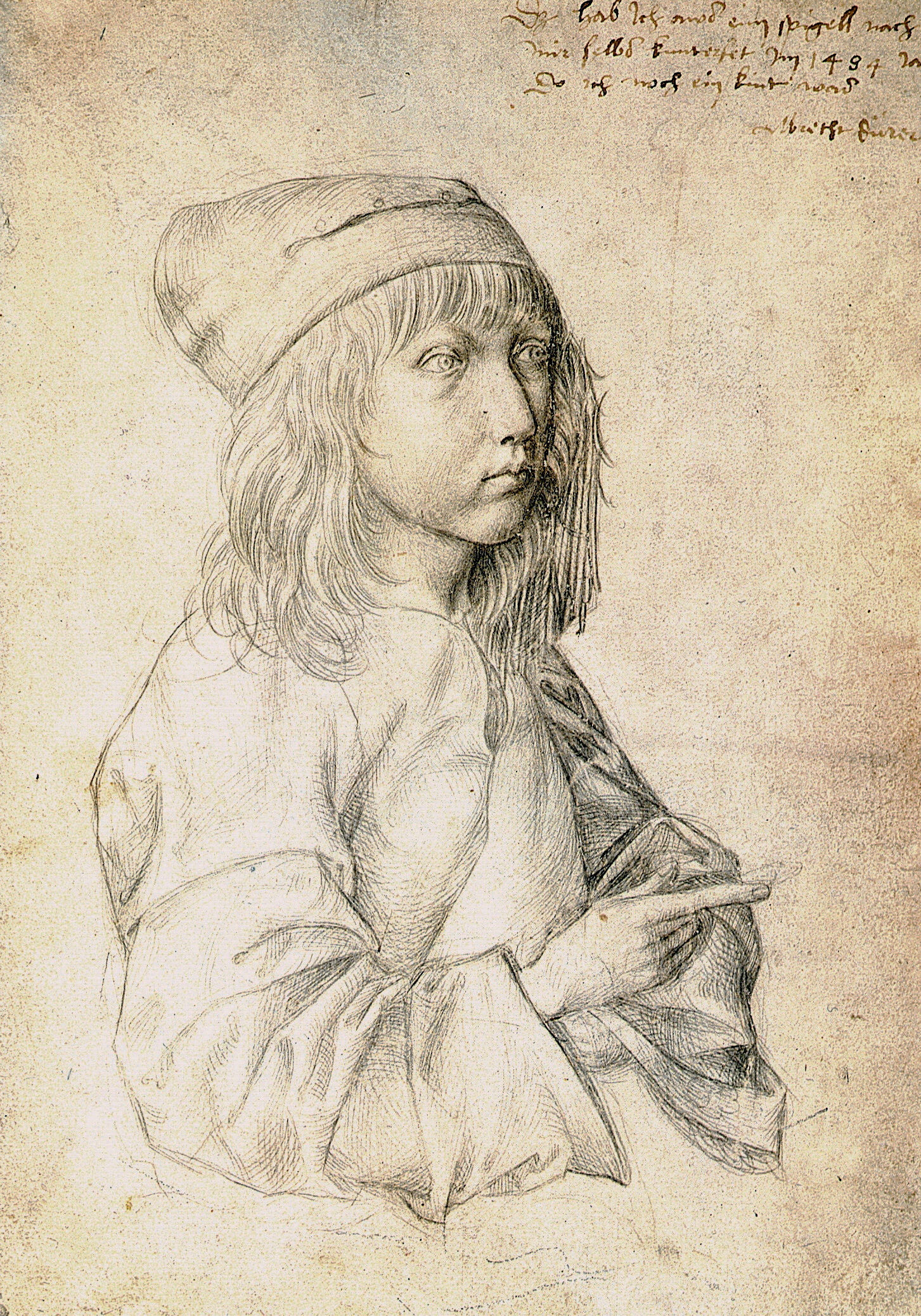
Autorretrato a los 13 años, 1484, dibujo a punta de plata (Museo Albertina en Viena).

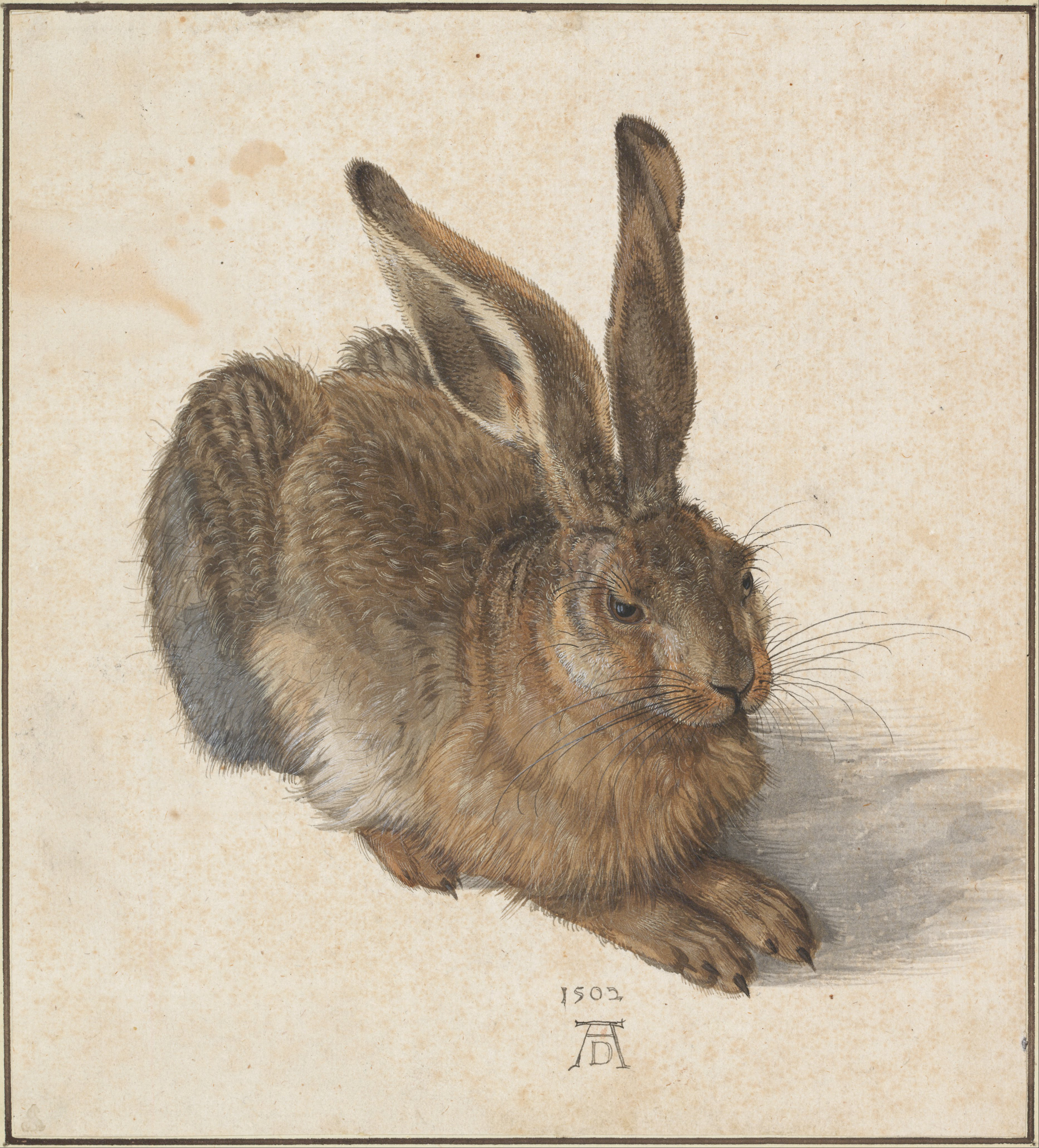
Liebre joven, 1502, acuarela y gouache (Museo Albertina en Viena).

Calificable de niño prodigio, Durero hubo de aprender a dibujar con su padre y posiblemente ya entonces se familiarizó con el grabado de formas en metal, dado que su padre era orfebre. Elocuente ejemplo de su precoz habilidad para el dibujo es su Autorretrato a los 13 años (1484), hecho a punta de plata, un material que no permite correcciones. 
En 1486, a los quince años de edad, Durero ingresó como aprendiz en el taller de Michael Wolgemut, donde se abordó entre 1488 y 1493 la considerable tarea de realizar numerosas xilografías para ilustrar la Crónica de Núremberg (1493) de Hartmann Schedel, posiblemente el libro incunable más ambicioso y famoso producido en Europa. Es probable que Durero recibiera una instrucción exhaustiva de cómo hacer los dibujos para las planchas de madera. Durante toda la época renacentista, el sur de Alemania fue centro de muchas publicaciones y era común que los pintores estuvieran también calificados para realizar xilografías y grabados para ellas. 
Como era costumbre entre los jóvenes que habían acabado su periodo de aprendizaje, Durero se emancipó de su maestro Wolgemut y emprendió un viaje de estudios en 1490. En 1492 llegó a Colmar, en Alsacia, donde intentó entrar en el taller del pintor y grabador alemán Martin Schongauer que, cosa que no sabía Durero, había muerto en 1491. 
Los hermanos de Schongauer le aconsejaron que se dirigiera al centro de publicaciones de Basilea para buscar trabajo. En Basilea y después en Estrasburgo, Durero realizó ilustraciones para varias publicaciones, de las cuales la primera parece ser un San Jerónimo en su estudio hecho en xilografía para un libro de 1492; su matriz original se conserva en el Museo de Arte de Basilea. La labor más relevante de Durero en Basilea hubo de ser la ilustración del libro satírico Das Narrenschiff de Sebastian Brant en 1494 (traducido en 1507 como La nave de los locos); se le atribuyen unas 75 de las 116 imágenes de la obra. 
Durante esta primera etapa de su vida, comprendida entre su aprendizaje y su regreso a Núremberg en 1494, su arte refleja una enorme facilidad en el trazado del dibujo y una minuciosa observación del detalle. Dichas cualidades son evidentes especialmente en una serie de autorretratos, entre los que se encuentra el ya citado de 1484 (Albertina, Viena), otro autorretrato de expresión seria dibujado en 1491 (Colecciones de la Universidad, Erlangen, Alemania), y otro ya en colores, pintado al óleo sobre pergamino, en el que aparece como un joven seguro de sí mismo (1493, Museo del Louvre).

### Primer viaje a Italia (1494-95)

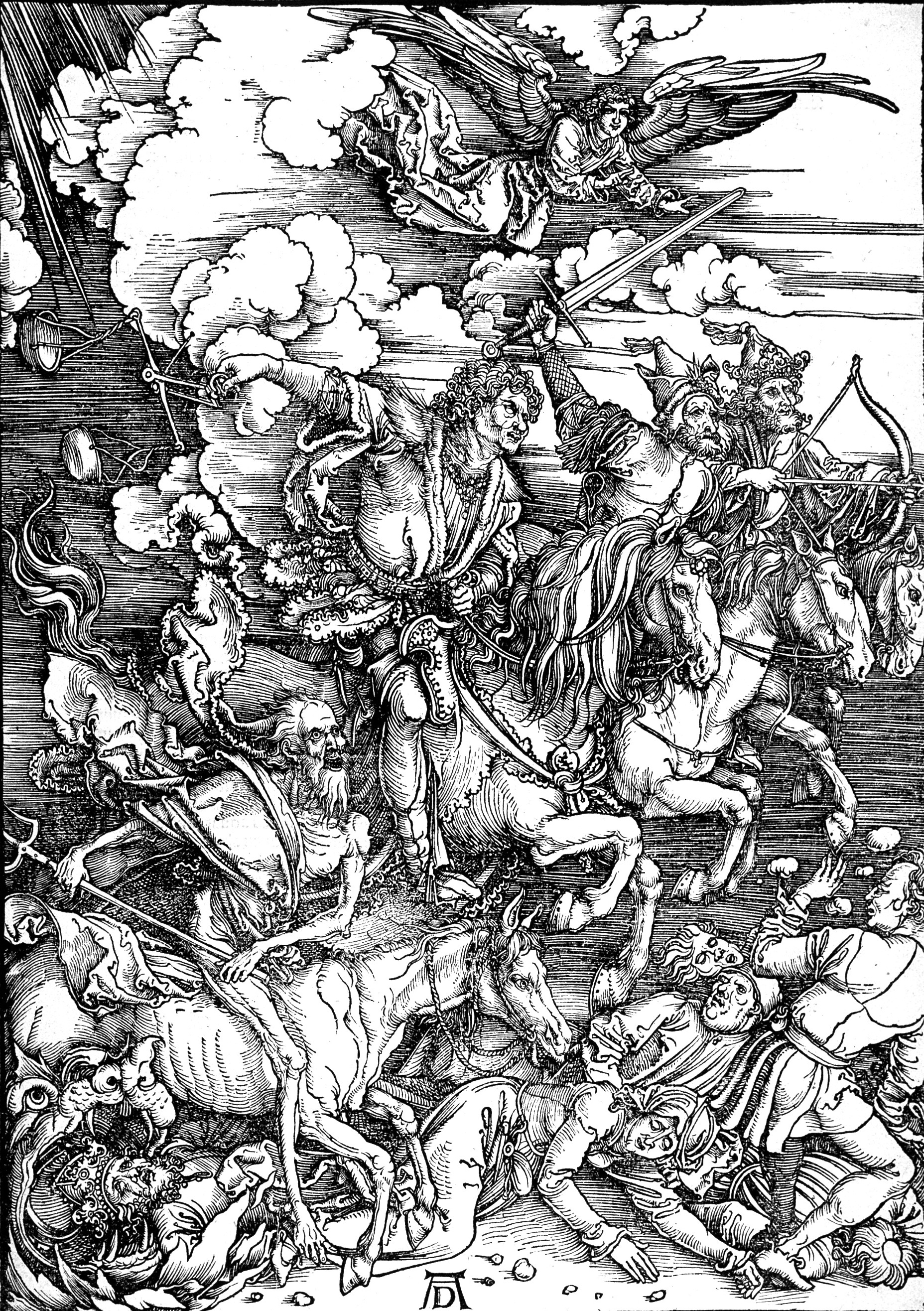
Los cuatro jinetes del Apocalipsis, perteneciente a la serie de grabados Apocalipsis (1498).

En cumplimiento de un matrimonio concertado durante su ausencia, Durero se casó en Núremberg en 1494 con Agnes Frey, hija de un herrero económicamente bien situado. En aquella época, todo artista que desease abrir taller propio debía estar casado. La nueva pareja nunca llegó a tener hijos, y la relación conyugal no fue buena, según se deduce de varias cartas donde el artista y su amigo Willibald Pirckheimer hablan negativamente sobre Agnes.
Poco después de la boda, Durero viajó sin su esposa a Italia. Allí realizó acuarelas de paisajes con gran minuciosidad de detalle, probablemente durante su viaje de regreso, como, por ejemplo, una vista del castillo de Trento (National Gallery, Londres). 
Durante los diez años siguientes en Núremberg, desde 1495 hasta 1505, produjo un gran número de grabados que le ayudaron a asentar su fama. Entre ellos destacan las xilografías de la serie del Apocalipsis (1498), Baño de hombres y Sansón con el león, y los grabados a buril La gran fortuna (1501-1502) y La caída del hombre (1504). Estas y otras obras de este periodo muestran, en su conjunto, una maestría técnica cada vez mayor en el arte de ambas técnicas, un manejo de las proporciones humanas basado en los textos del tratadista romano Vitrubio y una brillante capacidad para incorporar detalles de la naturaleza en obras que reflejan el entorno con gran realismo. 
En 1498 pintó su Autorretrato del Museo del Prado (Madrid) y en 1500 el de la Pinacoteca Antigua de Múnich, en el que se representa con las características que habitualmente se atribuyen a Cristo y expresa de forma visual la preocupación que demostró durante toda su vida por elevar la categoría del artista por encima de la del mero artesano.

### Segundo viaje a Italia (1505-1507)

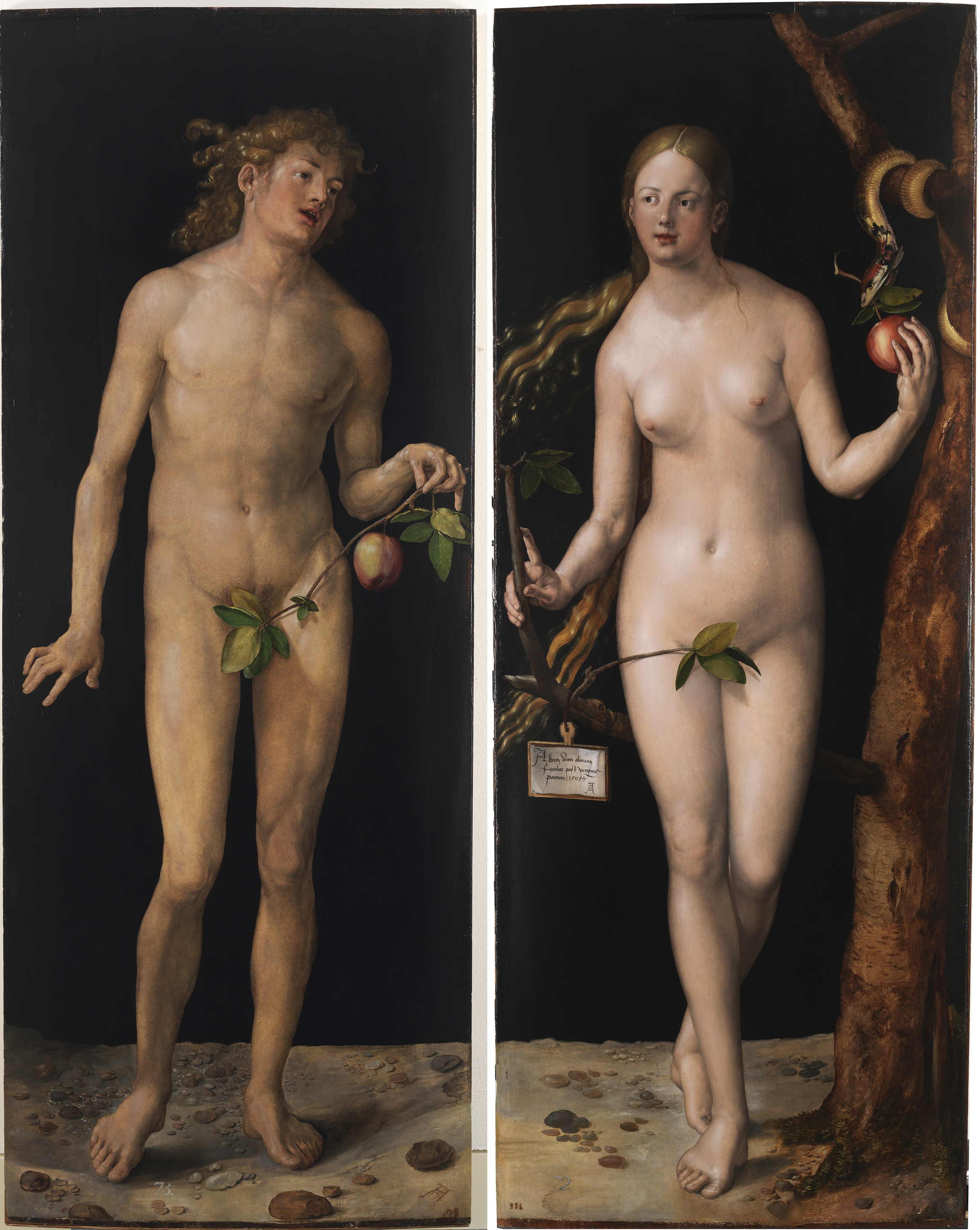
Adán y Eva (1507), pintura sobre tabla, Museo del Prado.

Durero volvió a viajar a Italia entre 1505 y 1507. En Venecia conoció al gran maestro Giovanni Bellini y a otros artistas, y la Fundación de Comerciantes Alemanes (Fondaco dei Tedeschi) le encargó una obra importante: el retablo de La fiesta del Rosario (1506, Galería Nacional de Praga). También en esas fechas pintó (en apenas cinco días, según inscribió en la propia obra) la tabla Jesús entre los doctores, conservada en el Museo Thyssen-Bornemisza de Madrid.
En 1507 regresó a Núremberg y dos años después compró una casa de cuatro plantas; sería su domicilio y taller por el resto de su vida; actualmente está abierta como museo, con el nombre de Casa de Alberto Durero. Comenzó en esos años un segundo periodo de una ingente producción artística con obras como el retablo para la iglesia de los Dominicos de Fráncfort del Meno (1508-1509, destruido en un incendio en 1729), la tabla de la Adoración de la Trinidad (1508-1511, Museo de Historia del Arte, Viena), las tablas de Adán y Eva (1507, Museo del Prado, Madrid), retratos (como Niña con una boina roja) y numerosos grabados. 
Entre estos últimos se encuentran dos series en xilografía sobre la Pasión (la Pasión grande y la Pasión pequeña), otra de la Vida de la Virgen, un Arco del triunfo de 3,70 metros de alto diseñado entre varios artistas y grabado en 195 planchas de madera (encargo de Maximiliano I, emperador del Sacro Imperio Romano Germánico), y tres imágenes magistrales a buril: El caballero, la Muerte y el Diablo (1513), San Jerónimo en su gabinete (1514) y La melancolía (1514). En 1515 publicó una gran xilografía de un rinoceronte llegado a Lisboa; esta imagen se hizo célebre por siglos, y un ejemplar de ella alcanzó en subasta en 2013 los 866 000 dólares (641 000 euros), récord de precio pagado por un grabado del artista Mediante el grabado de línea, Durero consiguió crear diferentes gamas de sombreado y texturas con las que logró plasmar formas tridimensionales con una maestría nunca antes lograda.
Es acogido por la familia Fúcar, de cuyos miembros realiza algunos retratos.

### Último viaje y últimas obras

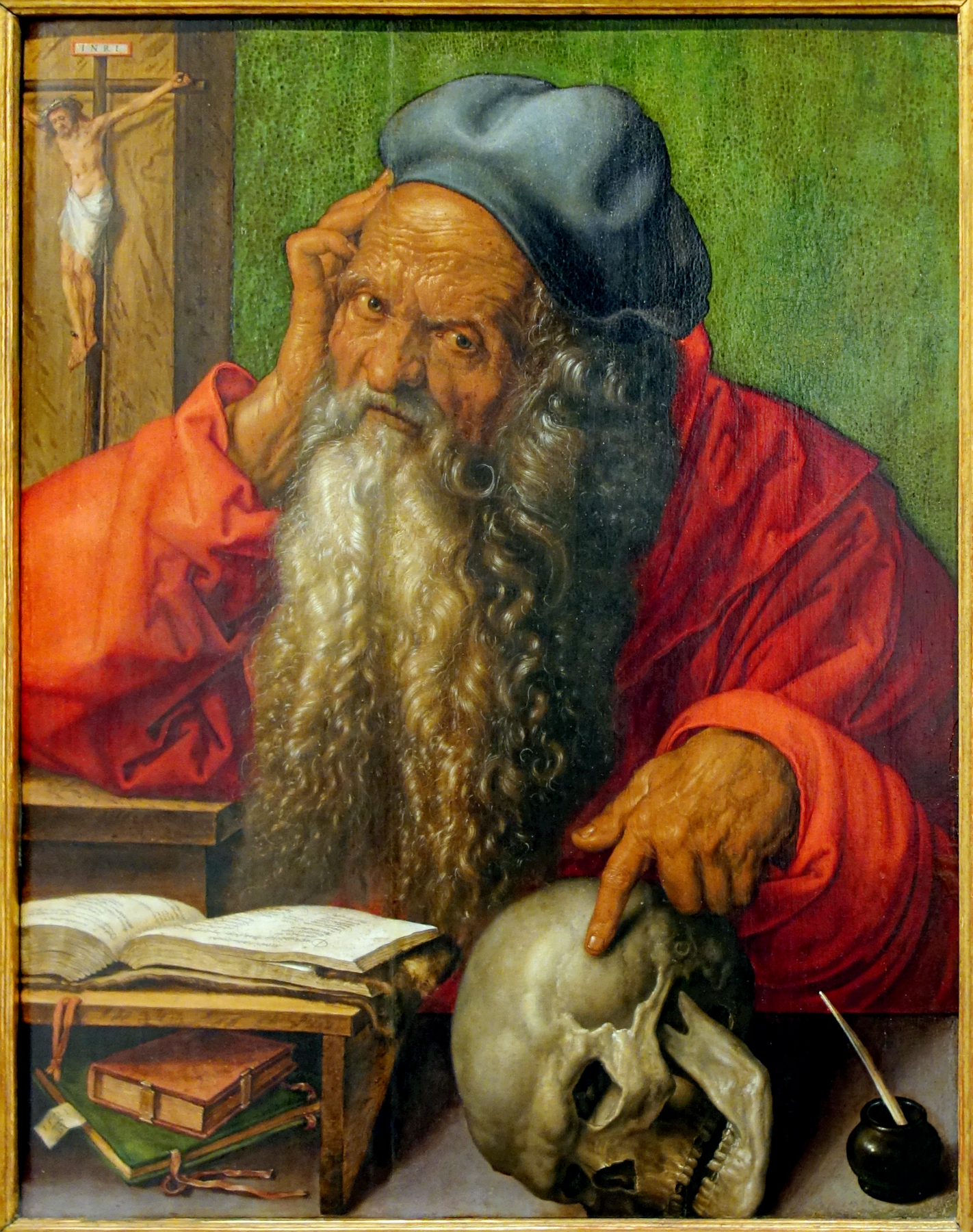
San Jerónimo en su estudio (1521; Lisboa, Museu Nacional de Arte Antiga) fue la obra más importante creada por el pintor en sus últimos viajes.

En 1520 se enteró de que el rey Carlos I de España, sucesor de Maximiliano I, iba a viajar desde España a Aquisgrán para ser coronado emperador del Sacro Imperio Romano Germánico. Durero había recibido una pensión anual por parte de Maximiliano y tenía la intención de que Carlos I mantuviera esa asignación. Emprendió con su esposa el viaje a Aquisgrán, que financió vendiendo grabados y otras obras durante el trayecto, y de allí pasó a los Países Bajos entre 1520 y 1521. Posiblemente la pintura dureriana más relevante de esa etapa fuese el San Jerónimo en su estudio (1521) que creó en Amberes para el diplomático portugués Ruy Fernández de Almeida. En Gante le avisaron del hallazgo de una ballena varada; se apresuró hacia la costa a verla, pero le sorprendió una tormenta y cayó enfermo. Su diario nos proporciona un fascinante relato de estos viajes, de las audiencias de los monarcas y de los recibimientos que le brindaron sus compañeros artistas, como Lucas van Leyden, especialmente en Amberes. Resultó muy satisfactoria su audiencia con Carlos I, pero hay quien atribuye a este viaje la causa de unos problemas de salud (quizás malaria) que afectaron al artista durante sus últimos años. 
Regresó a Núremberg, donde habría de permanecer hasta su muerte, acaecida el 6 de abril de 1528. En sus últimos años, aquejado de achaques de salud y de una posible depresión, redujo su producción artística en favor de su faceta teórica o escrita. Sus últimas obras pictóricas son dos grandes tablas en las que están representados Cuatro apóstoles (hacia 1526, Alte Pinakothek Múnich), que ofreció como regalo a la ciudad de Núremberg; y su último grabado a buril es un Retrato de Erasmo de Róterdam del mismo año.

## Influencia posterior

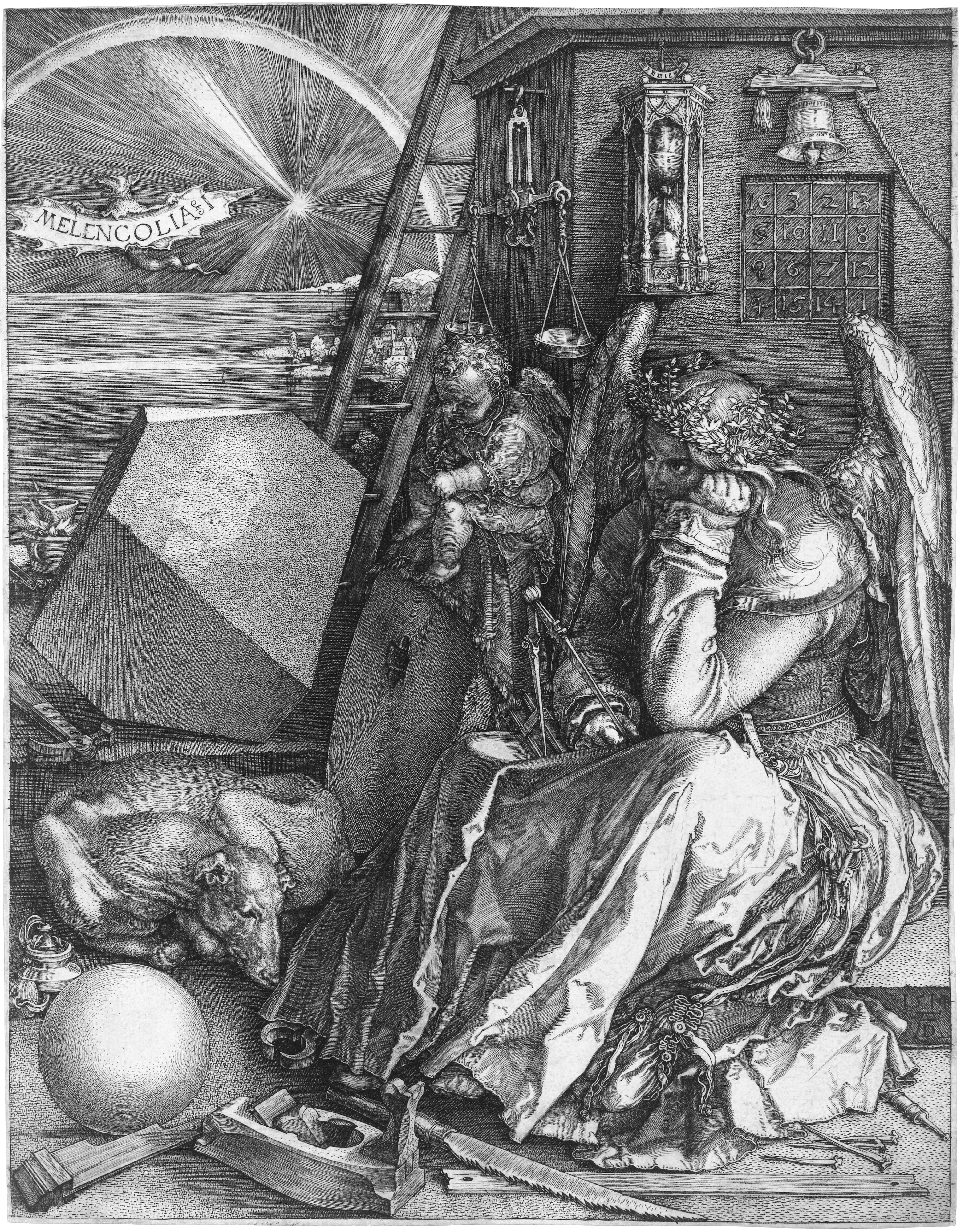
Melancolía I (1514), grabado.

El arte de Durero ha ejercido una influencia intensa y duradera en el arte occidental, fundamentalmente gracias a la masiva circulación de sus grabados, tanto originales como copias. Durero es, al igual que Rembrandt y Francisco de Goya, uno de los escasísimos genios del arte europeo que crearon con igual dedicación pinturas y grabados. De hecho, la producción dureriana grabada y sobre papel (dibujos, acuarelas) es numéricamente muy superior a la pictórica: frente a un catálogo de pinturas próximo a 120 conservadas, se le catalogan unos 1200 dibujos y unas 450 imágenes en grabado. De ellas, 350 son xilografías y 105 son grabados sobre matrices de metal (cobre, hierro), en su gran mayoría trabajados a buril (Durero produjo solamente tres grabados a punta seca y seis aguafuertes). 
Ya en vida, Durero disfrutó de gran fama no solo en Centroeuropa, sino también en los Países Bajos, España e Italia, mayormente por sus estampas, que fueron copiadas con frecuencia. En 1506, durante su estancia en Venecia, Durero denunció al italiano Marcantonio Raimondi por usar su anagrama en copias de sus grabados. Este conflicto se resolvió con un dictamen salomónico: se garantizaba a Durero protección para su monograma en territorio veneciano, aunque no para sus composiciones. Podrían ser reproducidas, pero sin el monograma, lo que ayudaría a diferenciar entre los grabados genuinos de Durero y sus copias. Este es uno de los primeros antecedentes del derecho a protección de la propiedad intelectual. 
La producción pictórica de Durero es más escasa debido en parte al tiempo que requería cada obra en diseño y ejecución. Durero contó desde fecha temprana con ilustres clientes, como Federico III de Sajonia y Maximiliano I, lo que le aseguró una estabilidad económica que le permitió concentrarse en los encargos más ambiciosos y dedicarles el tiempo necesario. Sus pinturas se acumularon inicialmente en unas pocas colecciones e iglesias, por lo que la rápida difusión de su arte se debió al medio gráfico. 
Durero produjo y distribuyó sus grabados con una sagaz visión comercial. Las imágenes más sofisticadas, en muchos casos alegóricas y/o de desnudo, las grababa él personalmente a buril hasta el último detalle, con una técnica extenuante y perfeccionista, y sus estampaciones se vendían a precios elevados. Y, paralelamente, diseñaba decenas de xilografías, mayormente de tema religioso y de simbología más accesible, que eran grabadas en los tacos por entalladores profesionales. Generalmente las matrices eran de madera de peral, un material muy resistente que permitía ediciones de muchos ejemplares, por lo que se siguieron imprimiendo durante siglos. Algunos de los tacos originales se conservan hoy en día en museos como el Británico de Londres, el Metropolitan Museum de Nueva York y el Museo de Arte de la Universidad de Princeton.
La influencia de Durero llegó, por medio de sus grabados, a los talleres de casi todos los artistas; se puede afirmar que no hubo ningún pintor europeo de relevancia que no acusara, de un modo u otro, el conocimiento de las estampas durerianas. Ejemplos de ello son dos cuadros del Museo del Prado: El Pasmo de Sicilia de Rafael Sanzio y La Trinidad del Greco, inspirados claramente en xilografías de Durero sobre los mismos temas. Se considera que tanto Rafael como Tiziano impulsaron la difusión de sus propios diseños, mediante grabadores como Raimondi y Cornelis Cort, queriendo emular el exitoso y lucrativo precedente de Durero. Pintores españoles de varios siglos, como Yáñez de la Almedina, Alejo Fernández, Velázquez, Alonso Cano, Murillo, Zurbarán y Goya delataron la influencia dureriana; de hecho el último cuadro conocido de Zurbarán, La Virgen con el Niño y san Juanito (1662, Museo de Bellas Artes de Bilbao) se inspiró en el grabado La Virgen del mono que Durero había realizado hacia 1498.

## Libros publicados
Con el fin de comunicar sus teorías en el idioma alemán y no en latín, Durero utilizó, en todos sus trabajos teóricos, expresiones gráficas y usando la lengua vernácula, el idioma comprensible para los artistas y artesanos. Por ejemplo, Schneckenlinie (literalmente, 'línea de caracol') fue su término para una forma de espiral. Por lo tanto, Durero contribuyó a la expansión de la prosa alemana que Martín Lutero había comenzado con su traducción de la Biblia.

### Los Cuatro Libros de la Medida

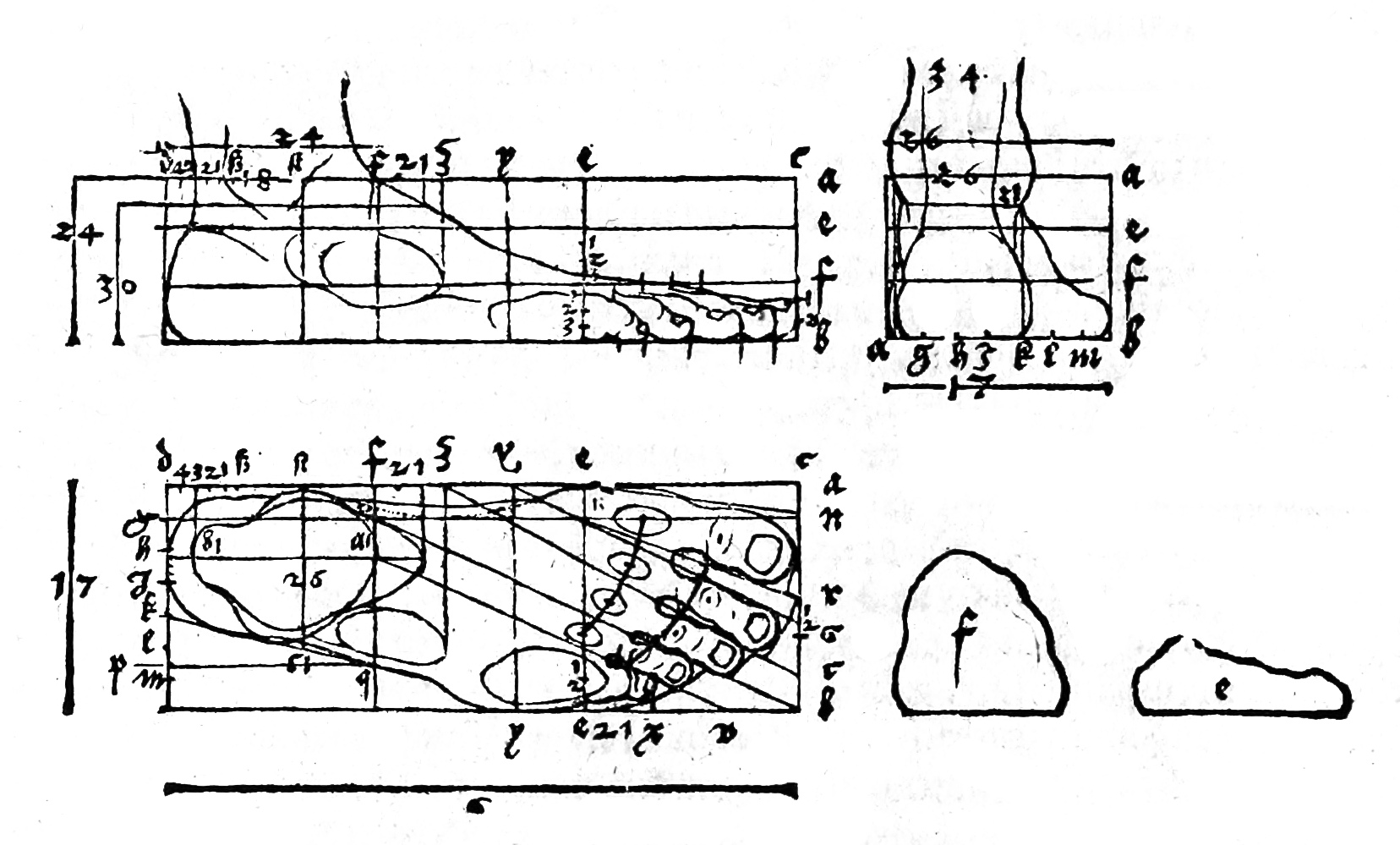
Durero utiliza a menudo el Sistema diédrico.

Su título original es Underweysung der Messung, mit dem Zirckel un[d] Richtscheyt, in Linien Ebnen vnnd gantzen Corporen (Los cuatro libros sobre medición. Instrucciones de medición con compás y regla). Gedruckt zů Nüremberg (impreso en Núremberg): [editor no identificado], enero de 1525.
La obra de Durero de geometría se divide de la siguiente manera: El primer libro se centra en la geometría lineal. Construcciones geométricas de Durero incluyen hélices, concoides y epicicloides. También se basa en Apolonio y en el libelo de Johannes Werner de 1522 Super viginti duobus elementis conicis. El segundo libro se mueve acerca de las dos geometrías dimensionales, es decir, la construcción de polígonos regulares. Aquí Durero favorece los métodos de Ptolomeo sobre Euclides. El tercer libro aplica los principios de la geometría a la arquitectura, la ingeniería y la tipografía en los alfabetos latino y gótico. En arquitectura Durero cita a Vitruvio pero elabora sus propios diseños y clásicas columnas. En tipografía, Durero realiza la construcción geométrica del alfabeto latino, basándose en precedentes italianos. Sin embargo, su construcción del alfabeto gótico se basa en una forma completamente diferente y modular de sistema. Estas propuestas de Durero en el ámbito del diseño de letras serían tenidas en cuenta por el calígrafo vasco Juan de Icíar. El cuarto libro completa la progresión de la primera y segunda parte abarcando las formas tridimensionales y la construcción de poliedros. En ella Durero analiza los cinco sólidos platónicos, los siete sólidos semirregulares de Arquímedes, así como varios de su propia invención. En todo esto, Durero muestra los objetos como redes. Por último, Durero analiza el problema de Delos y pasa a la construzione legittima, un método de representar un cubo en dos dimensiones a través de la perspectiva lineal. Fue en Bolonia donde Durero aprendió (posiblemente por Luca Pacioli o Bramante ) los principios de la perspectiva lineal y, evidentemente, se familiarizó con la construzione legittima en un análisis escrito de estos principios, el cual solo se encuentra, en este momento, en el tratado inédito de Piero della Francesca. Asimismo estaba familiarizado con la «construcción abreviada» como se describe en Alberti y la construcción geométrica de las sombras, una técnica de Leonardo da Vinci. Aunque Durero no hizo ninguna innovación en estas áreas, es notable como la primera del norte de Europa para el tratamiento de las cuestiones de la representación visual de una manera científica, y con la comprensión de los principios de Euclides. Además de estas construcciones geométricas, Durero discute en este último libro la Underweysung der Messung, una variedad de mecanismos para el dibujo en perspectiva de los modelos, y proporciona ilustraciones de grabado de estos métodos que a menudo se reproducen en las discusiones de la perspectiva.

### Cuatro Libros de la proporción humana

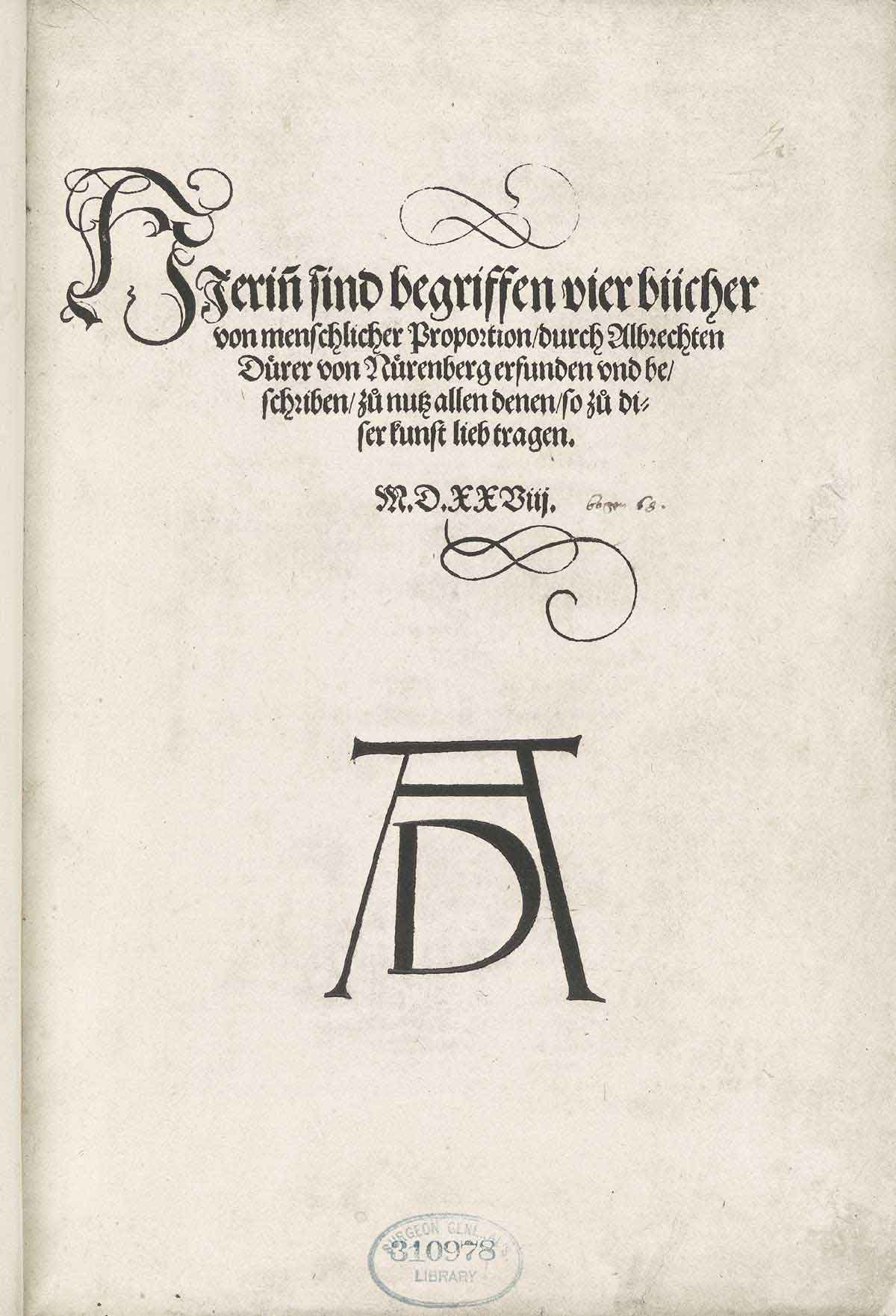
Portada de Vier Bücher von menschlicher Proportion con el monograma de la firma de Alberto Durero.

Su título original es Vier Bücher von menschlicher Proportion. Núremberg: Formschneider (Jeronymus), 1528.
La obra de Durero sobre las proporciones humanas se llama los Cuatro Libros de la proporción humana. El primer libro fue compuesto principalmente entre 1512-1513 y completado por 1523. En él muestra cinco tipos diferentes de figuras masculinas y femeninas, apareciendo todas las partes del cuerpo expresadas en fracciones de la altura total. Durero basa sus construcciones tanto en Vitruvio como en las observaciones empíricas de «doscientas o trescientas personas vivas», en sus propias palabras. El segundo libro incluye otros ocho tipos, desglosados no en fracciones, sino en el sistema albertiano, que Durero probablemente aprendió de Francesco di Giorgio De armónica totius mundi de 1525. En el tercer libro, Durero da principios por los que las proporciones de las figuras se pueden modificar, como la simulación matemática convexa y espejos cóncavos; aquí Durero trata también la fisonomía humana. El cuarto libro está dedicado a la teoría del movimiento.
Anejo al último libro, sin embargo, hay un ensayo autónomo en la estética, que Durero trabajó entre 1512 y 1528, y es aquí donde podemos conocer sus teorías sobre la «belleza ideal». Durero rechazaba el concepto de belleza objetiva de Alberti, que propone una idea relativista de la belleza basada en la variedad. Sin embargo, seguía creyendo que la verdad se ocultaba dentro de la naturaleza y que no había reglas que ordenaran la belleza, a pesar de que le resultaba difícil definir los criterios de dicho código. En 1512-1513, los tres criterios fueron la función ('Nutz'), la aprobación ingenua ('Wohlgefallen') y el término medio ('Mittelmass'). Pero, a diferencia de Alberti y Leonardo, Durero se preocupaba más por comprender no solo las nociones abstractas de la belleza, sino también cómo podía un artista crear imágenes hermosas. Entre 1512 y el proyecto definitivo de 1528, desarrolló la comprensión de la creatividad humana espontánea o inspirada en un concepto de «síntesis interna selectiva». En otras palabras, que un artista se basa en una gran cantidad de experiencias visuales para imaginar las cosas bellas. La creencia de Durero en la capacidad del artista y en su inspiración le llevó a afirmar que «un hombre puede dibujar algo con su pluma en medio de una hoja de papel en un día, o se puede cortar en un pequeño trozo de madera con su pequeño hierro, y resulta ser mejor y más artístico que el trabajo de otro en el que su autor trabaja con la mayor diligencia durante todo un año».

## Obras

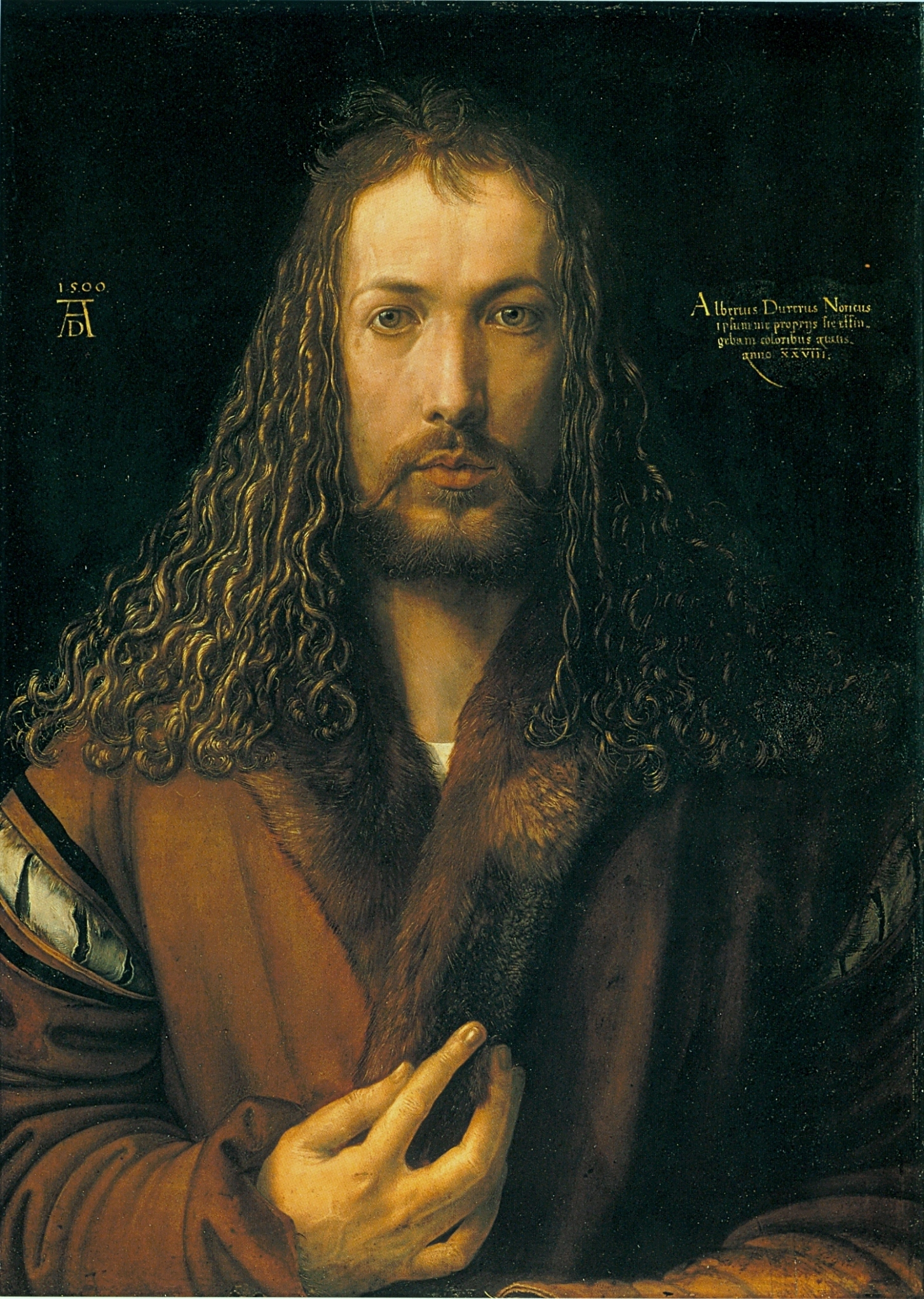
Autorretrato (1500), Pinacoteca Antigua de Múnich.

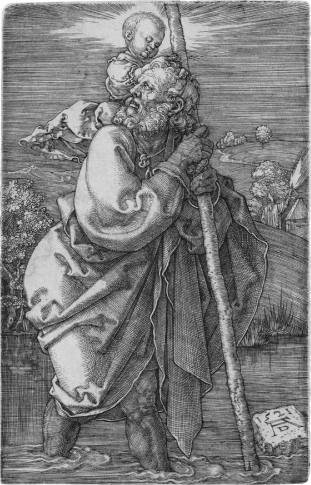
San Cristóbal, grabado, 1521.

Las obras más conocidas de Durero son:
- Autorretrato a punta de plata (1484, Viena, Albertina)
- Cementerio de San Juan (acuarela y gouache, h. 1489, museo de Bremen)
- Retrato de Alberto Durero el Viejo (1490-1497, Florencia, Uffizi)
- Autorretrato (1493, París, Museo del Louvre)
- Acuarelas (1495): Wehlsch Pirg (Oxford, Museo Ashmolean), Col alpino (monasterio de El Escorial), Estanque en el bosque (Museo Británico), Vista del Arco (París, Louvre)
- El Cangrejo (h. 1495, Róterdam, Museo Boymans Van Beuningen)
- Retablo de Wittenberg (1496-1497, Dresde, Galería de Pinturas de los Maestros Antiguos)
- La Virgen adorando al Niño o Virgen en adoración delante del Niño (1496-1497, Dresde, Galería de Pinturas de los Maestros Antiguos)
- Retrato de Federico el Sabio (1496, Berlín, Museos Estatales)
- Grabados: Apocalipsis (1498, ejemplos en el Louvre, Fondo Rothschild; Londres, Palacio de Buckingham)
- Madonna Haller (1498, Washington, Galería Nacional de Arte)
- Autorretrato (1498, Madrid, Museo del Prado)
- Retrato de Oswolt Krel (1499, Múnich, Pinacoteca Antigua)
- Autorretrato o Autorretrato «cristológico» (1500, Múnich, Pinacoteca Antigua)
- Autorretrato desnudo (1500-1512, Museo del Palacio de Weimar)
- La lamentación de Cristo o Lamentación sobre Cristo muerto (h. 1500, Múnich, Pinacoteca Antigua)
- Retablo Paumgartner (1502-1504, Múnich, Pinacoteca Antigua)
- la Gran mata de hierba (1503, Viena, Albertina)
- Adoración de los Magos o La adoración de los Magos (1504, Florencia, Uffizi)
- Retrato de una joven veneciana (1505, Viena, Museo de Historia del Arte)
- Fiesta del Rosario (1506, Praga, Galería Nacional; originariamente en Venecia)
- Virgen del canario (1506, Berlín, Museos Estatales)
- Jesús entre los doctores (1506, Madrid, Museo Thyssen-Bornemisza)
- Adán y Eva (1507, Madrid, Museo del Prado)
- Retrato de una niña con una boina roja (Durero) (1507), Gemäldegalerie de Berlín.
- El martirio de los diez mil cristianos (1507-1508, Viena, Museo de Historia del Arte)
- Adoración de la Trinidad (1511, Viena, Museo de Historia del Arte)
- la Corneja azul (1512, Viena, Albertina)
- Grabados: El caballero, la Muerte y el Diablo y La melancolía (1513-1514, Estrasburgo, Gabinete de estampas y dibujos; Colmar, Museo de Unterlinden) que pudieron formar una serie con San Jerónimo en su gabinete; Rinoceronte (1515, Londres, Museo Británico)
- Retrato de Maximiliano de Habsburgo o Retrato del emperador Maximiliano I (1519, Viena, Museo de Historia del Arte)
- Santa Ana, la Virgen y el Niño (1519, Nueva York, Museo Metropolitano de Arte)
- Retrato de desconocido (1524, Madrid, Museo del Prado)
- El diluvio (acuarela, 1525, Viena, Albertina)
- Cuatro apóstoles (1526, Múnich, Pinacoteca Antigua)
- Retrato de Jerónimo Holzchuher (1526, Berlín, Museos Estatales)
- Retrato de Jacob Muffel (1526, Berlín, Museos Estatales)

## Galería

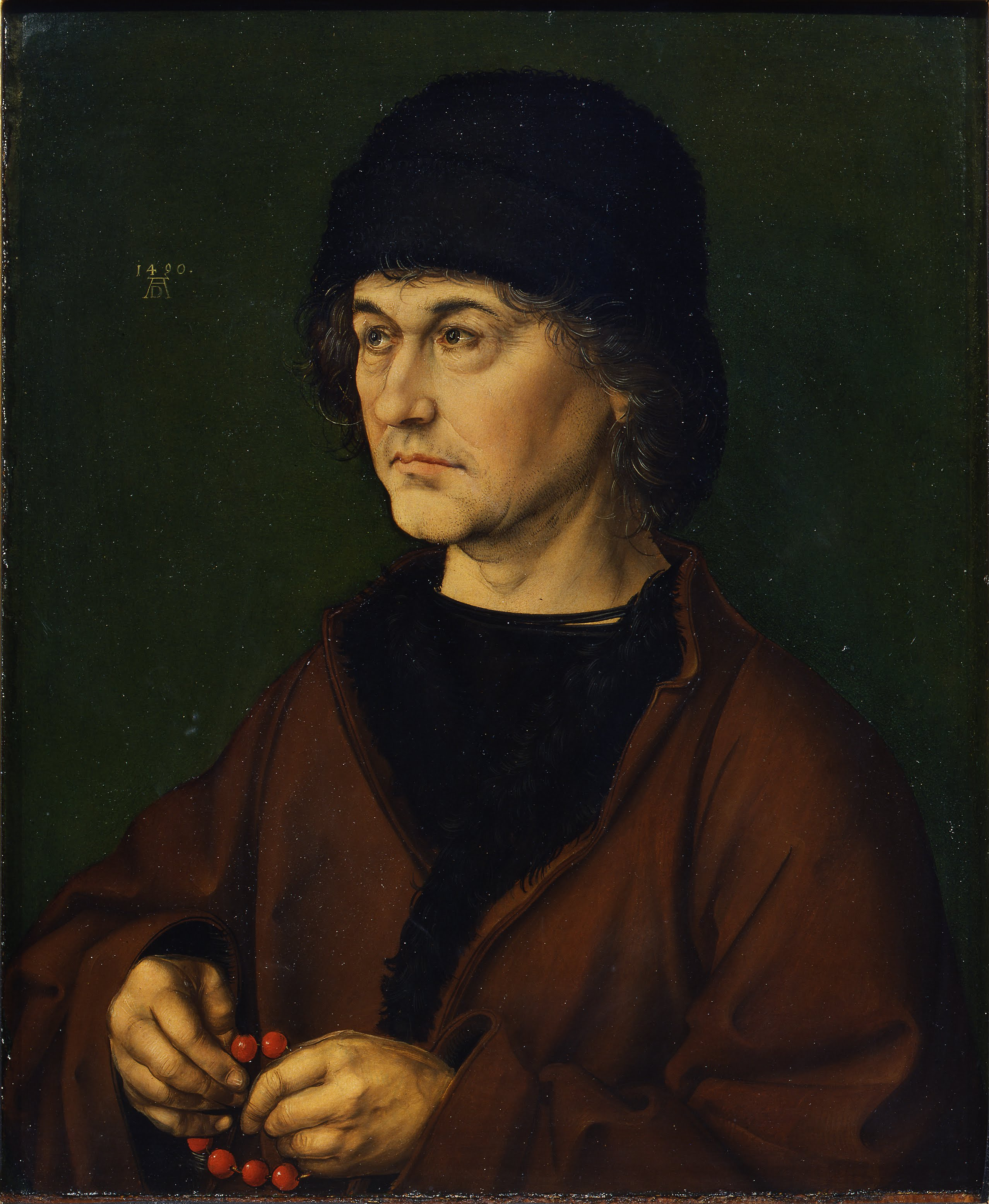
Alberto Durero el Viejo, 1490, Galería Uffizi, Florencia.
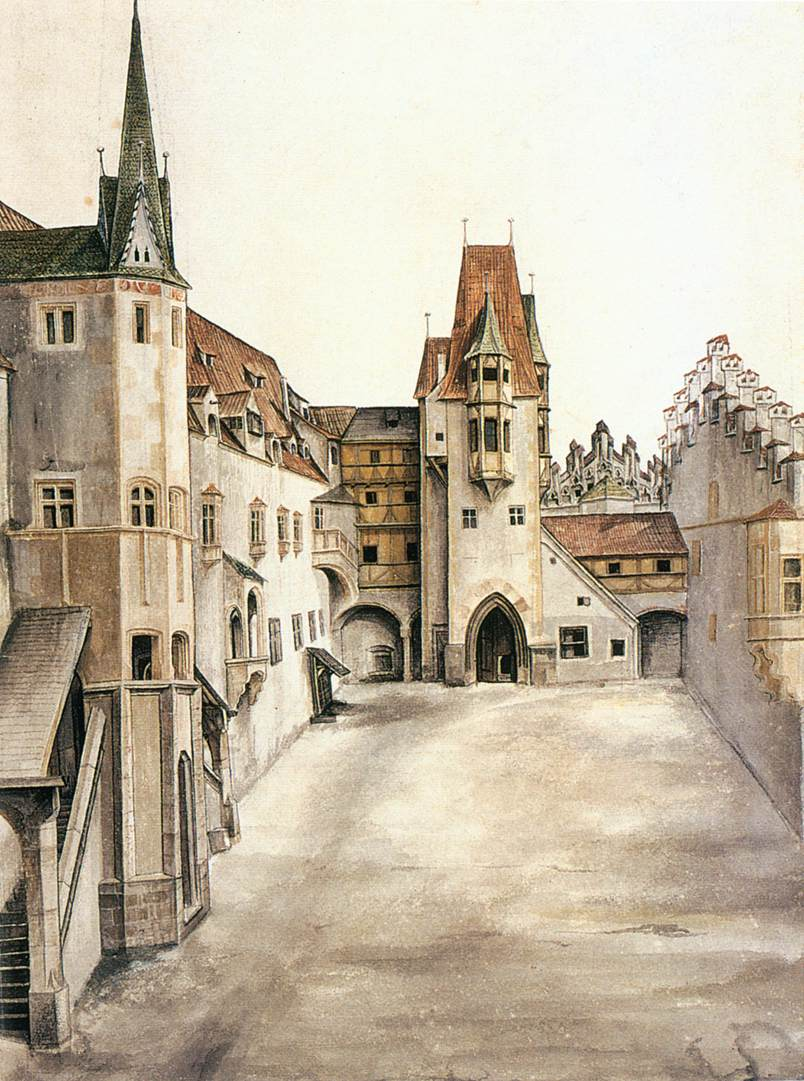
Patio del castillo de Innsbruck, 1494, gouache y acuarela sobre papel.
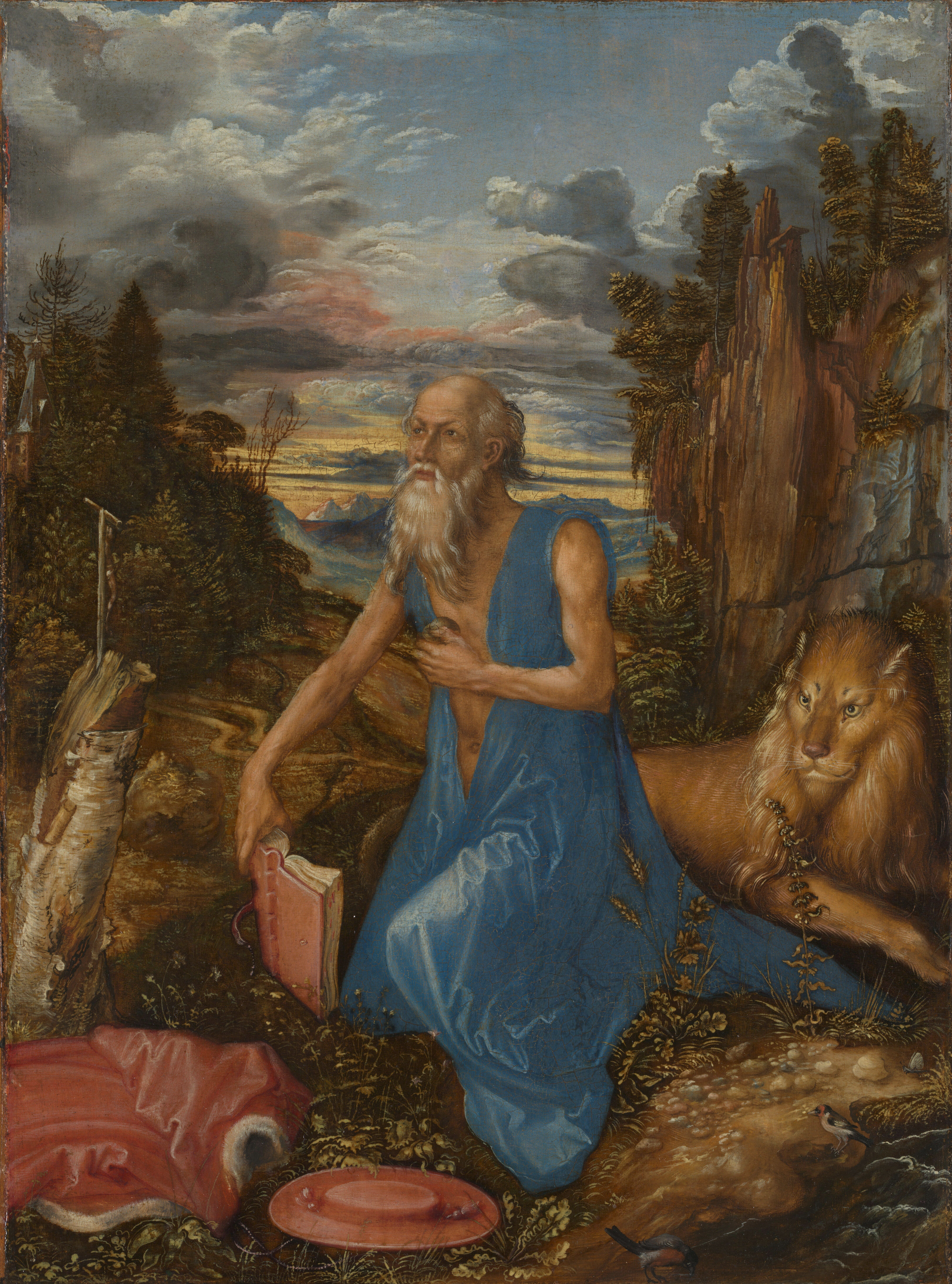
San Jerónimo penitente, 1495, óleo sobre tabla, Galería Nacional de Londres.
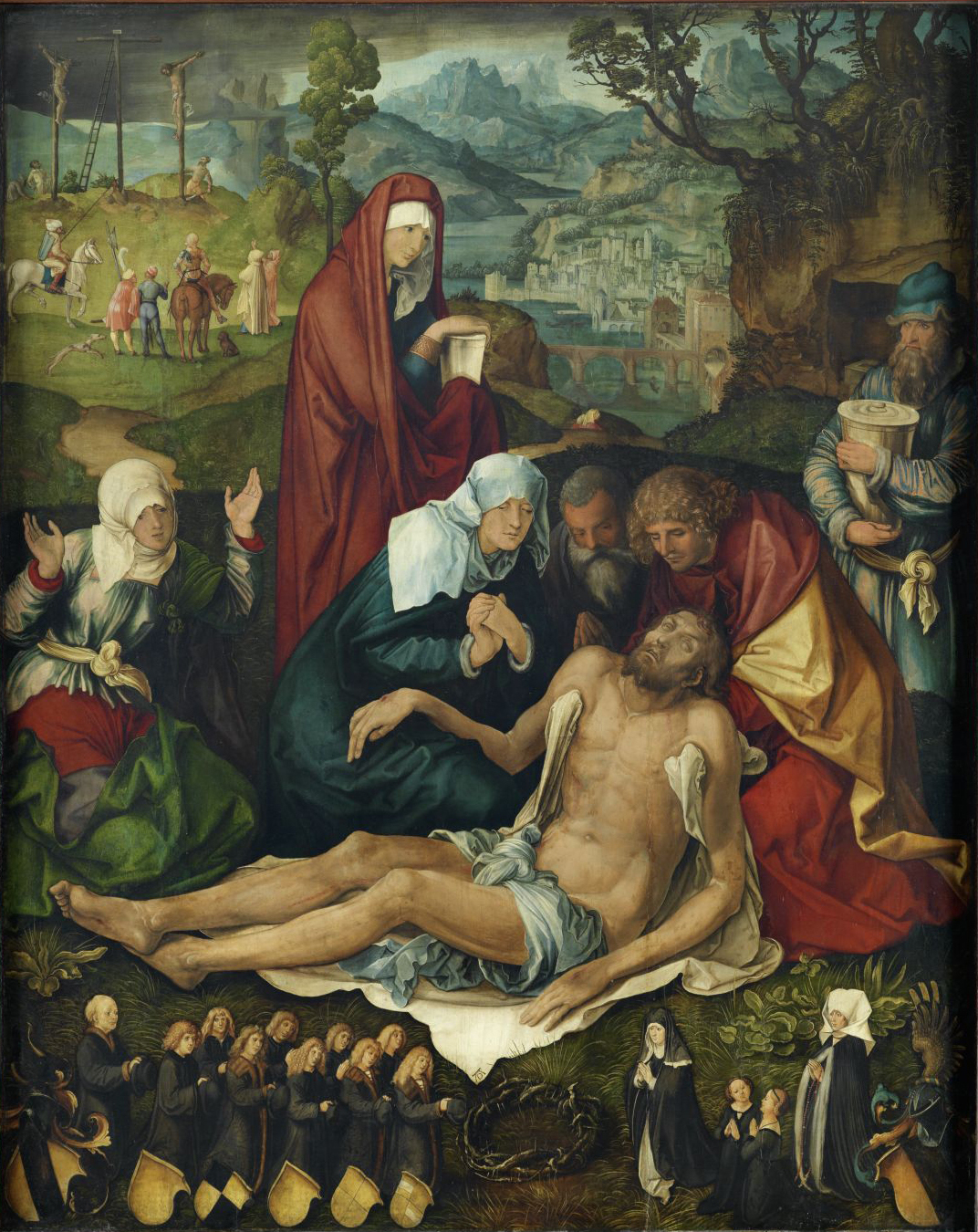
Lamentación por Cristo, 1498, Museo Nacional Germano, Núremberg.
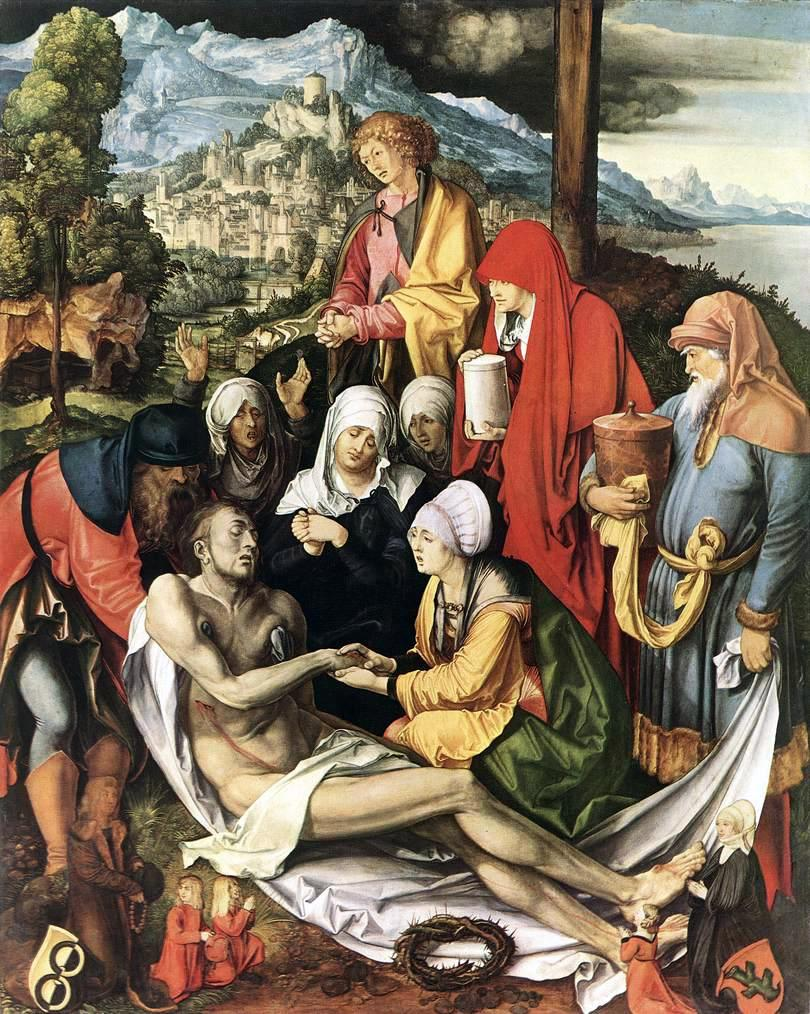
Lamentación por Cristo, 1500–03, óleo sobre tabla, Pinacoteca Antigua de Múnich

## Reconocimientos
- Su nombre figura en el Calendario de Santos Luterano.